# Raión de Novomoskovsk
Raión de Novomoskovsk (en ucraniano: Новомосковський район) es un raión o distrito de Ucrania en el óblast de Dnipropetrovsk. 
Comprende una superficie de 3478,2 km².
La capital es la ciudad de Novomoskovsk.

## Demografía
Según estimación 2010 contaba con una población total de 74545 habitantes.

## Otros datos
El código KOATUU fue 1223200000. El código postal 51215 y el prefijo telefónico +380 5693.